# Station Hashimoto (Wakayama)
 Station Hashimoto (橋本駅, Hashimoto-eki) is een spoorwegstation in de Japanse gemeente Hashimoto. Het wordt aangedaan door de Wakayama-lijn (JR) en de Koya-lijn (Nankai). Het station heeft vijf sporen, gelegen aan twee eilandperrons en een enkel zijperron. De spoorwegmaatschappijen hebben elk hun eigen perrons. 

## Lijnen

### JR West
| 1   | ■ Wakayama-lijn | richting Kokawa en Wakayama |
| 2,3 | ■ Wakayama-lijn | richting Gojō en Ōji        |

### Nankai
| 4,5 | ■ Koya-lijn | richting Nakamozu en Namba richting Gokurakubashi en Kōyasan |

|                                                              |                               |                                                                 |
| Kōya-lijn richting Namba ← Wakayama-lijn richting Wakayama ← | Track layout of Awaji Station | Kōya-lijn richting Gokurakubashi → Wakayama-lijn richting Ōji → |
|                                                              |                               |                                                                 |

## Geschiedenis
Het station werd in 1898 geopend aan de voormalige Kiwa-spoorlijn. Sinds 1915 is het station verbonden met de voorloper van de Kōya-lijn. Het huidige station dateert uit 1959, met de nodige aanpassingen.

## Stationsomgeving
- Koyasan
- Kumano Kodo (pelgrimsroute)
- Circle-K
- Maruyama-park
- Ōkuwa (supermarkt)
- Kinokawa-rivier

(Yamatoji-lijn<<) Ōji · Hatakeda · Shizumi · Kashiba · JR Goidō · Takada · (>>Sakurai-lijn) · Yamato-Shinjō · Gose · Tamade · Wakigami · Yoshinoguchi · Kitauchi · Gojō · Yamato-Futami · Suda · Shimohyōgo · Hashimoto · Kii-Yamada · Kōyaguchi · Nakaiburi · Myōji · Ōtani · Kaseda · Nishi-Kaseda · Nate · Kokawa · Kii-Nagata · Uchita · Shimoisaka · Iwade · Funato · Kii-Ogura · Hoshiya · Senda · Tainose · Wakayama